# Organokoperchemie

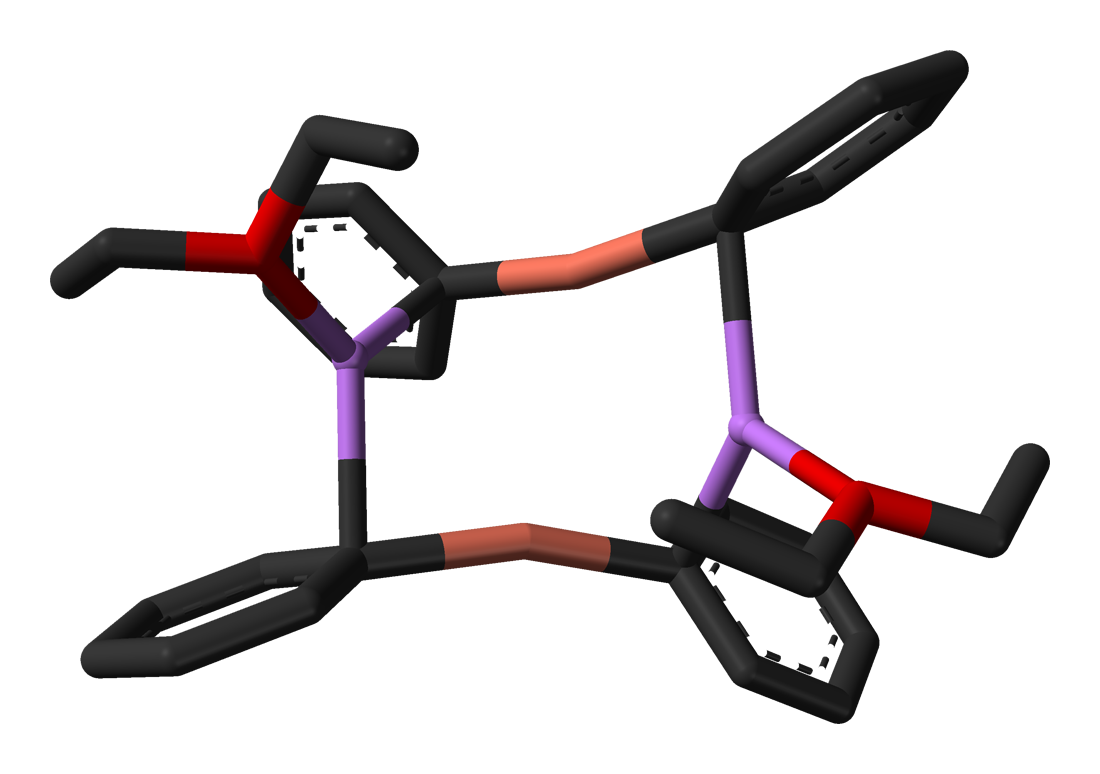
Dimeer van lithiumdifenylcupraat als etheraatcomplex

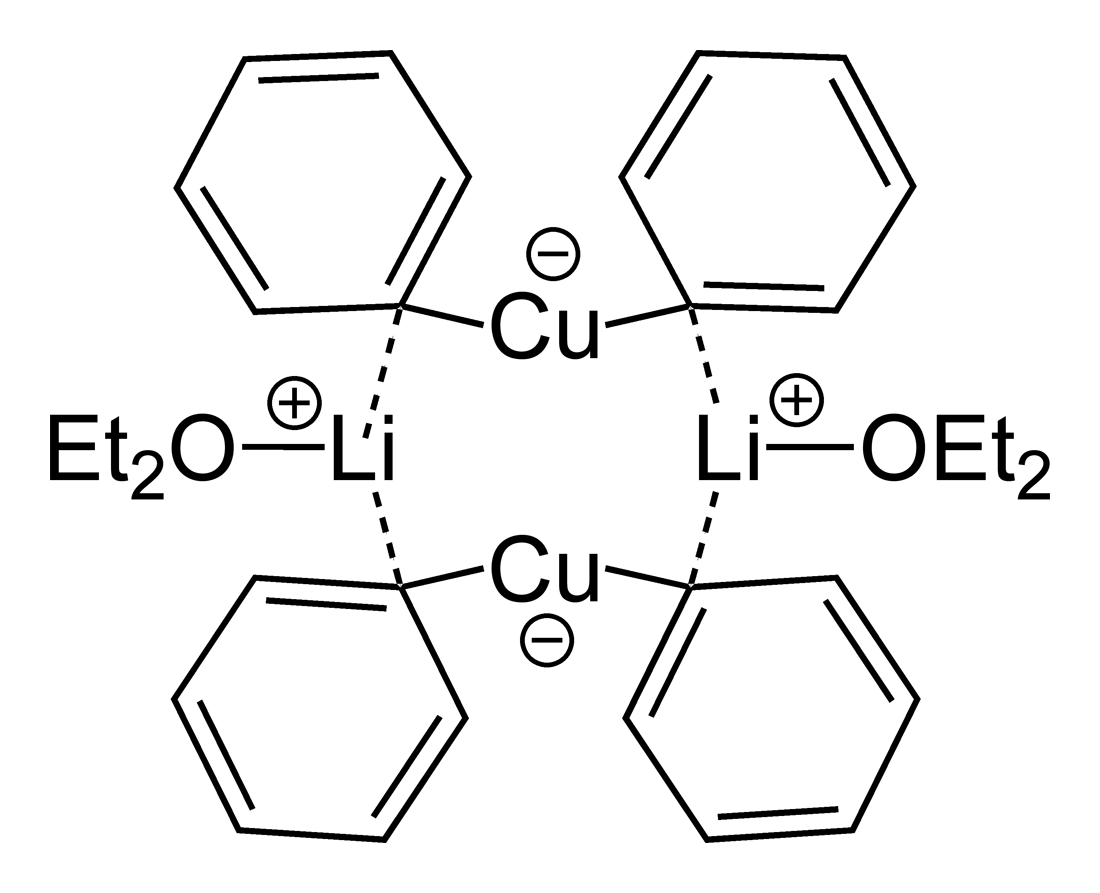
Structuurformule van het dimeer van lithiumdifenylcupraat als etheraatcomplex

De organokoperchemie omvat dat gedeelte van de scheikunde waarin verbindingen worden bestudeerd waarin een directe binding optreedt tussen koolstof en koper. Koper is een metaal, dus de organokoperchemie is een subdiscipline van de organometaalchemie. In de organokoperchemie worden de synthese, de chemische en fysische eigenschappen en de toepassingen van organokoperverbindingen bestudeerd. Organokoperverbindingen worden uitgebreid toegepast in de organische synthese

## Organokoperverbindingen in de geschiedenis
De eerste organokoperverbinding, het explosieve koper(I)acetylide (Cu2C2 of Cu-C≡C-Cu), werd in 1859 door Rudolf Christian Böttger gesynthetiseerd door ethyn door een oplossing van koper(I)chloride te leiden:
{\displaystyle \mathrm {C_{2}H_{2}\ +\ 2\ CuCl\ \longrightarrow \ Cu_{2}C_{2}\ +\ 2\ HCl} }
In 1936 werd methylkoper door Henry Gilman bereid. In 1941 ontdekte Kharash dat in de reactie van een Grignard-reagens met 2-cyclohexen-1-on in aanwezigheid van Cu(I)zouten 1,4-additie, in plaats van 1,2-additie, optrad. In 1952 werden de dialkylcupraten voor het eerst onderzocht door Gilman. In de zestiger jaren van de 20e eeuw werden de complexen van koper(I) met alkenen uitgebreid onderzocht.

## Navigatie
Navigatie Koolstof-elementbinding